# Liste der Monuments historiques in Parnoy-en-Bassigny
Die Liste der Monuments historiques in Parnoy-en-Bassigny führt die Monuments historiques in der französischen Gemeinde Parnoy-en-Bassigny auf.

## Liste der Immobilien
| Bezeichnung                      | Beschreibung | Standort                                       | Kennzeichnung | Schutzstatus | Datum | Bild           |
| -------------------------------- | --- | ---------------------------------------------- | ------------- | ------------ | ----- | -------------- |
| Kirche Notre-Dame-en-sa-Nativité | aus dem 15. Jahrhundert | Fresnoy-en-Bassigny, rue de l’Église (Lage)    | PA00079177    | Inscrit      | 1925  |                |
| Friedhofskreuz mit Pietà         | aus dem 15. Jahrhundert | Fresnoy-en-Bassigny, rue du Château (Lage)     | PA00079176    | Inscrit      | 1927  |                |
| Kloster Morimond                 | Zisterzienserkloster, 1115 gegründet, im 16. und 17. Jahrhundert zerstört, 1791 aufgegeben; Ruinen der Klosterkirche, der Bibliothek und weiterer Gebäude | Grignoncourt, nordöstlich des Ortes (Lage)     | PA00079172    | Inscrit      | 1925  | weitere Bilder |
| Brunnen                          | in der Friedhofsmauer | Fresnoy-en-Bassigny, rue de l’Église (Lage)    | PA00079178    | Inscrit      | 1942  |                |
| Château de Fresnoy               | 1743 erbaut | Fresnoy-en-Bassigny, 17 rue du Château (Lage)  | PA00079173    | Inscrit      | 1987  |                |
| Wegekreuz (1)                    | aus dem 15. Jahrhundert | Fresnoy-en-Bassigny, place de la Mairie (Lage) | PA00079174    | Inscrit      | 1927  |                |
| Wegekreuz (2)                    | aus dem 16. Jahrhundert | Parnot, rue Neuve (Lage)                       | PA00079175    | Classé       | 1983  |                |

## Liste der Objekte
| Bezeichnung                                      | Beschreibung                                                                                   | Standort                                                            | Kennzeichnung | Schutzstatus | Datum | Bild |
| ------------------------------------------------ | ---------------------------------------------------------------------------------------------- | ------------------------------------------------------------------- | ------------- | ------------ | ----- | ---- |
| Triumphbogen (1)                                 | Schmiedeeisen, 18. Jahrhundert                                                                 | Parnot, in der Kirche Notre-Dame-en-sa-Nativité (Lage)              | PM52000987    | Classé       | 1973  |      |
| Büste Aimable Pélissier                          | Bronze, 1854                                                                                   | Parnot, im Schlosspark (Lage)                                       | PM52000988    | Classé       | 1975  |      |
| Hauptaltar                                       | Holz, vergoldet, 18. Jahrhundert                                                               | Fresnoy-en-Bassigny, in der Kirche Notre-Dame-en-sa-Nativité (Lage) | PM52000973    | Classé       | 1908  |      |
| Epitaph für Blaise Briffault                     | Stein, Marmor, bezeichnet 1629                                                                 | Fresnoy-en-Bassigny, in der Kirche Notre-Dame-en-sa-Nativité (Lage) | PM52000983    | Classé       | 1970  |      |
| Grabstein für Eve de Choiseul                    | Stein, bezeichnet 1548                                                                         | Fresnoy-en-Bassigny, in der Kirche Notre-Dame-en-sa-Nativité (Lage) | PM52000976    | Classé       | 1908  |      |
| Epitaph für Pierre Aubertot und Françoise Foissy | Stein, bezeichnet 1681                                                                         | Fresnoy-en-Bassigny, in der Kirche Notre-Dame-en-sa-Nativité (Lage) | PM52000977    | Classé       | 1908  |      |
| Triumphbogen (2)                                 | Schmiedeeisen, 18. Jahrhundert                                                                 | Fresnoy-en-Bassigny, in der Kirche Notre-Dame-en-sa-Nativité (Lage) | PM52000982    | Classé       | 1970  |      |
| Grabdenkmal                                      | Kalkstein, bezeichnet 1730                                                                     | Fresnoy-en-Bassigny, in der Kirche Notre-Dame-en-sa-Nativité (Lage) | PM52000984    | Classé       | 1970  |      |
| Kanzel                                           | Holz, 17. Jahrhundert                                                                          | Fresnoy-en-Bassigny, in der Kirche Notre-Dame-en-sa-Nativité (Lage) | PM52000972    | Classé       | 1908  |      |
| Grabstein für Jean und Antoine de Choiseul       | Stein, bezeichnet 1561 und 1566                                                                | Fresnoy-en-Bassigny, in der Kirche Notre-Dame-en-sa-Nativité (Lage) | PM52000975    | Classé       | 1908  |      |
| Taufaltar                                        | Retabel und Gemälde Taufe Christi; Holz, farbig gefasst, Ölfarbe auf Leinwand, 17. Jahrhundert | Fresnoy-en-Bassigny, in der Kirche Notre-Dame-en-sa-Nativité (Lage) | PM52000980    | Classé       | 1970  |      |
| Taufbecken                                       | Stein, 16. Jahrhundert                                                                         | Fresnoy-en-Bassigny, in der Kirche Notre-Dame-en-sa-Nativité (Lage) | PM52000981    | Classé       | 1970  |      |
| Prozessionsstab Madonna mit Kind                 | Holz, vergoldet, 18. Jahrhundert                                                               | Fresnoy-en-Bassigny, in der Kirche Notre-Dame-en-sa-Nativité (Lage) | PM52000986    | Classé       | 1970  |      |
| Reliquienbüste Heilige Ursula                    | Silber, 15. Jahrhundert; aus dem Kloster Morimond                                              | Fresnoy-en-Bassigny, in der Kirche Notre-Dame-en-sa-Nativité (Lage) | PM52000971    | Classé       | 1904  |      |
| Sechs Leuchter                                   | Holz, vergoldet, 18. Jahrhundert                                                               | Fresnoy-en-Bassigny, in der Kirche Notre-Dame-en-sa-Nativité (Lage) | PM52000974    | Classé       | 1908  |      |
| Epitaph für Bénigne Petit                        | Stein, Marmor, bezeichnet 1621                                                                 | Fresnoy-en-Bassigny, in der Kirche Notre-Dame-en-sa-Nativité (Lage) | PM52000978    | Classé       | 1908  |      |
| Grabinschrift                                    | Stein, 17. Jahrhundert                                                                         | Fresnoy-en-Bassigny, in der Kirche Notre-Dame-en-sa-Nativité (Lage) | PM52000979    | Classé       | 1908  |      |
| Skulptur heiliger Nikolaus                       | Holz, farbig gefasst und vergoldet, 18. Jahrhundert                                            | Fresnoy-en-Bassigny, in der Kirche Notre-Dame-en-sa-Nativité (Lage) | PM52000985    | Classé       | 1970  |      |